# Zonguldakspor
Zonguldakspor is een voetbalclub opgericht in 1966 in de Turkse stad Zonguldak, de hoofdstad van de gelijknamige provincie. De clubkleuren zijn blauw en rood. De thuisbasis van de club is het Karaelmas Kemal Köksal Stadion.

## Historie
Zonguldakspor werd in 1945 opgericht als Kömürspor. In 1966, toen de club voor het eerst mee ging doen in een betaald voetbaldivisie, werd de clubnaam veranderd in Zonguldakspor. In 1974 promoveerde de club naar de Süper Lig, om daarna veertien jaar lang actief te zijn in de hoogste Turkse voetbaldivisie. Beste prestatie van Zonguldakspor in de Süper Lig was in het seizoen 1979/80 toen de club derde van Turkije werd. Resultaten van Zonguldakspor in de Süper Lig:
| 1974/1975 | Süper Lig | 11e plaats |
| 1975/1976 | Süper Lig | 13e plaats |
| 1976/1977 | Süper Lig | 13e plaats |
| 1977/1978 | Süper Lig | 8e plaats  |
| 1978/1979 | Süper Lig | 8e plaats  |
| 1979/1980 | Süper Lig | 3e plaats  |
| 1980/1981 | Süper Lig | 7e plaats  |
| 1981/1982 | Süper Lig | 4e plaats  |
| 1982/1983 | Süper Lig | 13e plaats |
| 1983/1984 | Süper Lig | 9e plaats  |
| 1984/1985 | Süper Lig | 12e plaats |
| 1985/1986 | Süper Lig | 11e plaats |
| 1986/1987 | Süper Lig | 11e plaats |
| 1987/1988 | Süper Lig | 20e plaats |

Zonguldakspor heeft één keer de halve finale van de Turkse Beker behaald. In 1987/88 versloeg de club Boluspor in de kwartfinale, om daarna in de halve finale met ruime cijfers (0-5 verlies in de eerste wedstrijd, 1-0 winst in de tweede wedstrijd) van de uiteindelijke winnaar Sakaryaspor te verliezen.
Na het seizoen 2007/08 nam het team afscheid van de professionele competities. Na de afdeling naar de amateurs werd met een van de geduchte teams uit de amateurklasse een fusie aangegaan. Fusiepartner was Zonguldak Belediyespor. De in de Bölgesel Amatör Lig, het regionale amateurniveau, uitkomende Zonguldakspor verloor in 2011 de play-off tegen Demir Madencilik Dilaverspor met 2-4, waardoor afdaling naar de Zonguldak 1e Amateurklasse een feit werd. Zonguldakspor veranderde in mei zijn naam in Fenerspor Kulübü en Demir Madencilik Dilaverspor wijzigde de naam naar Zonguldak Kömürspor.

## Gespeelde divisies
1e Divisie: 1974-1988
2e Divisie: 1966-1974, 1988-1989, 1992-1999
3e Divisie: 1989-1992, 1999-2001, 2002-2006
4e Divisie: 2001-2002, 2006-2008
Amateurdivisie: 2008-